# Phönix Mannheim
Der Mannheimer Fußball Club Phönix 02 e. V., kurz Phönix Mannheim oder MFC Phönix 02, ist ein 1902 gegründeter Fußballverein in Mannheim. Die größten Erfolge des Clubs liegen vor dem Ersten Weltkrieg, als man als süddeutscher Vizemeister  1912 auf süddeutscher Ebene erstmals auf sich aufmerksam machte. Zwischen 1955 und 1972 spielte Phönix längere Zeit in der höchsten Amateurliga, anschließend rutschte der Verein in die unteren Klassen des Fußballkreises Mannheim ab. Neben den Männermannschaften hat sich inzwischen auch der Frauenfußball beim FC Phönix etabliert.

## Geschichte

### Gründung
Im Mai 1902 gründeten acht Oberschüler und Studenten den Mannheimer Fußball-Club „Phönix“ 02. Um sich von anderen Vereinen abzuheben, trugen die Spieler zusätzlich zur damals üblichen „Einheitskleidung“ – weißes Turnerhemd und schwarze Hosen – das schwarz-weiß-rote Couleurband ihrer Verbindung. Als Vereinslokal diente die Gastwirtschaft „Zum Kirchgarten“ in R 3,1. Ein Jahr nach der Gründung des „Phönix“ schloss sich der Mannheimer FC Bavaria dem noch jungen Verein an. Das Bruderpaar Otto und Emil Schöning erwies sich als bedeutende Verstärkung für die Mannschaft und war für sportliche Aufwärtsentwicklung des FC Phönix in den darauf folgenden Jahren mitverantwortlich.

### Die erfolgreichen Jahre bis zum Ersten Weltkrieg
In den ersten Jahren des 20. Jahrhunderts war der älteste Verein der Stadt, die Mannheimer Fußballgesellschaft 1896, die mit Abstand stärkste Kraft. Die FG 1896 gewann 1900 die einzige ausgespielte Meisterschaft des Mannheimer Fußball-Bunds und war auch in den darauf folgenden Jahren, die allerdings auch durch zahlreiche Fusionen und Neugründungen wie die des FC Phönix geprägt waren, den anderen Mannheimer Mannschaften weit überlegen. Erst ab 1904/05, als in der Klasse 1 des Pfalzgaus am Ende der Runde gleich drei Mannschaften vor dem MFG 1896 standen, spielten die anderen Mannheimer Clubs auf Augenhöhe mit der FG 1896.
Der FC Phönix wurde 1904 in den Verband Süddeutscher Fußball-Vereine aufgenommen und startete in der zweiten Spielstufe des Pfalzgaus. Da die Gegner der Runde 1904/05 hauptsächlich die zweiten Mannschaften der etablierten Vereine waren, gelang schon in der ersten Spielzeit der Aufstieg. Der Ligenbetrieb befand sich zu dieser Zeit in einem ständigen Wandel und auch die Anforderungen des Verbands an die Vereine stiegen an. Als 1908 ein eigener, eingezäunter Sportplatz als Voraussetzung für die Zugehörigkeit zur obersten Spielklasse gefordert wurde, musste der FC Phönix zunächst wieder in der B-Klasse antreten. Aufgrund ihrer Spielstärke gab die Mannschaft in der Runde 1909/10 keinen einzigen Punkt ab und wurde nicht nur Meister der B-Klasse Neckargau, sondern auch süddeutscher Meister dieser Spielstufe. Im Jahr 1910 wurde mit einem Gelände hinter der Uhlandschule, der damaligen Fohlenweide, auch ein geeigneter Platz gefunden, um wieder in der obersten Klasse antreten zu können. 1910/11 spielte man so wieder auf Augenhöhe mit den etablierten Vereinen und belegte am Ende der Saison als Aufsteiger einen beachtlichen dritten Platz hinter der Mannheimer FG 1896 und dem FV 1900 Kaiserslautern.
In Mannheim erfolgte am 2. November 1911 eine Fusion der drei Mannheimer Pioniervereine Mannheimer FG 1896, VfB Union 1897 und FC Victoria 1898 zum VfR Mannheim. Auch dem FC Phönix wurde der Beitritt zu dem neuen Großverein nahegelegt, denn für 1912 war eine weitere Straffung des süddeutschen Ligensystems angekündigt und man glaubte, nur durch den Zusammenschluss der lokalen Kräfte könnten auch überregional Erfolge erzielt werden. Der FC Phönix verweigerte jedoch die Beteiligung an der Fusion – mit Erfolg. Am Ende der Saison 1911/12 führte man punktgleich mit dem FV Kaiserslautern, aber zwei Punkte vor dem VfR, die Tabelle im Westkreis an. Durch ein 2:0 im Entscheidungsspiel gegen die Pfälzer – das Torverhältnis wurde seinerzeit nicht gewertet – erreichte man mit der Meisterschaft des Westkreises den ersten großen Erfolg in der noch jungen Vereinsgeschichte und zog damit in die Endrunde um die Süddeutsche Meisterschaft ein. Dem Deutschen Meister von 1910 und mehrfachen Süddeutschen Meister Karlsruher FV trotzte der FC Phönix dessen einzigen Punktverlust ab und belegte am Ende vor der SpVgg. Fürth und dem Frankfurter FV (dem Vorläufer von Eintracht Frankfurt) den zweiten Platz und war damit süddeutscher Vizemeister.
In der darauf folgenden Saison spielte der Lokalrivale VfR stark auf und wurde mit sieben Punkten vor dem MFC Phönix Meister. 1913/14 betrug der Vorsprung zwar nur noch zwei Punkte, aber Phönix musste sich erneut mit dem regionalen Vizemeistertitel begnügen. Immerhin gab es 1914 mit der Einweihung des ersten Vereinsheimes am Platz hinter der Uhlandschule noch einen weiteren Meilenstein in der Vereinsgeschichte zu feiern. Mit dem Ausbruch des Ersten Weltkrieges ruhte der offizielle Spielbetrieb zunächst und in den verschiedenen in den Kriegsjahren nur mehr auf regionaler Ebene ausgetragenen Meisterschaften konnte Phönix keine nennenswerten Erfolge verbuchen.

### Zwischen den Weltkriegen
Nach dem Ende des Krieges tat sich der MFC Phönix schwer und konnte nicht in alter Stärke aufspielen. In den Nachkriegsjahren spielte in Mannheim der SV Waldhof unter dem Erfolgstrainer William Townley die erste Geige und lieferte sich mit dem VfR einen packenden Kampf um die Vorherrschaft in der Stadt. 1921 war sogenannte „3-H-Sturm“ – Sepp Herberger, Karl Höger, Willi Hutter – in aller Munde. Der MFC machte 1921 lediglich durch die sogenannte „Berufsspieler-Affäre“ von sich reden, als man versuchte, den Waldhöfer Stürmer und Nationalspieler Herberger für 10.000 Mark abzuwerben. Dieser Versuch schlug fehl, und der MFC wurde zu einer empfindlichen Geldstrafe von 5.000 Mark verurteilt und drei Mitglieder des Spielausschusses wurden auf Lebenszeit gesperrt; Herberger hingegen spielte in der Saison darauf für den VfR. Dem MFC Phönix gelang immerhin 1922/23 ein Mal der Gewinn des Titels im Odenwaldkreis, ansonsten konnte man in den darauf folgenden Jahren keine besonderen Erfolge vorweisen. 1924 stieg Phönix sogar für ein Jahr in die Zweitklassigkeit ab.
Als nach der Machtergreifung der Nationalsozialisten zur Runde 1933/34 die Gauligen als neue höchste Spielklasse eingeführt wurden, zählten die Mannheimer Vereine nunmehr zum SPortgau Baden. Zu diesem Zeitpunkt hatte sich der VfL Neckarau zur dritten Kraft der Stadt hinter dem SV Waldhof und dem VfR entwickelt, so dass sich der MFC Phönix 02 nicht für die neue Gauliga Baden qualifizieren konnte, sondern stattdessen der zweitklassigen Fußball-Bezirksklasse Unterbaden zugeordnet wurde. Erst im Kriegsjahr 1943/44, als man mit dem SC Käfertal eine Kriegsspielgemeinschaft bildete, spielte Phönix für eine Saison in der Nordstaffel der Gauliga Baden, 1944/45 wurde der Spielbetrieb bei Phönix nach zwei Spielen offenbar eingestellt.

### Der MFC Phönix in den oberen Amateurligen (bis 1972)
Im Süden Deutschlands wurde der Spielbetrieb im Fußball nach dem Ende des Zweiten Weltkrieges recht schnell wieder aufgenommen. In den Amateurligen konnte sich der MFC Phönix 02 in den ersten Nachkriegsjahren nicht besonders hervortun, bis in der Saison 1954/55 die Meisterschaft der – seinerzeit viertklassigen – 2. Amateurliga und anschließend der Aufstieg in die 1. Amateurliga Nordbaden gelang. Im Amateuroberhaus konnte man sich nach mehreren durchwachsenen Spielzeiten und der Vizemeisterschaft 1958/59 am Ende der Saison 1959/60 an der Tabellenspitze platzieren, punktgleich mit der SpVgg Sandhofen und klopfte damit an die Tür des Vertragsspielerlagers. Vor 13.000 Zuschauern am VfR-Platz wurde am 16. April 1960 das Entscheidungsspiel gegen den Stadtrivalen ausgetragen, in dem Torjäger Hölzer mit drei Treffern einen 0:2-Rückstand in der zweiten Halbzeit noch drehte und damit den nordbadischen Titel sicherte. In der Aufstiegsrunde zur II. Division scheiterte der MFC Phönix allerdings.
Inzwischen war der Verein an die Hochuferstraße umgezogen, die Platzweihe fand am 2. August 1959 statt. An der neuen Spielstätte hielt sich der MFC Phönix noch einige Jahre im Mittelfeld der höchsten Amateurklasse, bis am Ende der Runde 1965/66 nur noch Rang 14 erreicht wurde und damit der Abstieg in die 2. Amateurliga besiegelt war. Zwar folgten 1969/70 sowie 1971/72 nochmals zwei weitere „Gastspiele“ im Amateuroberhaus, doch unter anderem durch Ligenreformen rutschte man in der Folge immer weiter ab.

### Gegenwart
Der Tiefpunkt in der sportlichen Entwicklung des Vereins wurde in den 1980er Jahren erreicht, als man erstmals in die Kreisliga B, die damals unterste Spielklasse, abstieg. Seither pendelt man in den unteren Spielklassen des Mannheimer Fußballkreises. Aktuell spielt die 1. Herrenmannschaft in der Kreisliga Mannheim.

## Spielstätte
In den ersten Jahren trug die Mannschaft in Ermangelung eines eigenen Geländes ihre Spiele auf dem Union-Sportplatz aus. Von Sommer 1910 an bis ins Jahr 1959 war der Platz hinter der Uhlandschule Heimstätte des „Phönix“, anschließend bezog man das heutige Vereinsgelände an der Hochuferstraße.